# تصميم بمساعدة حاسوب

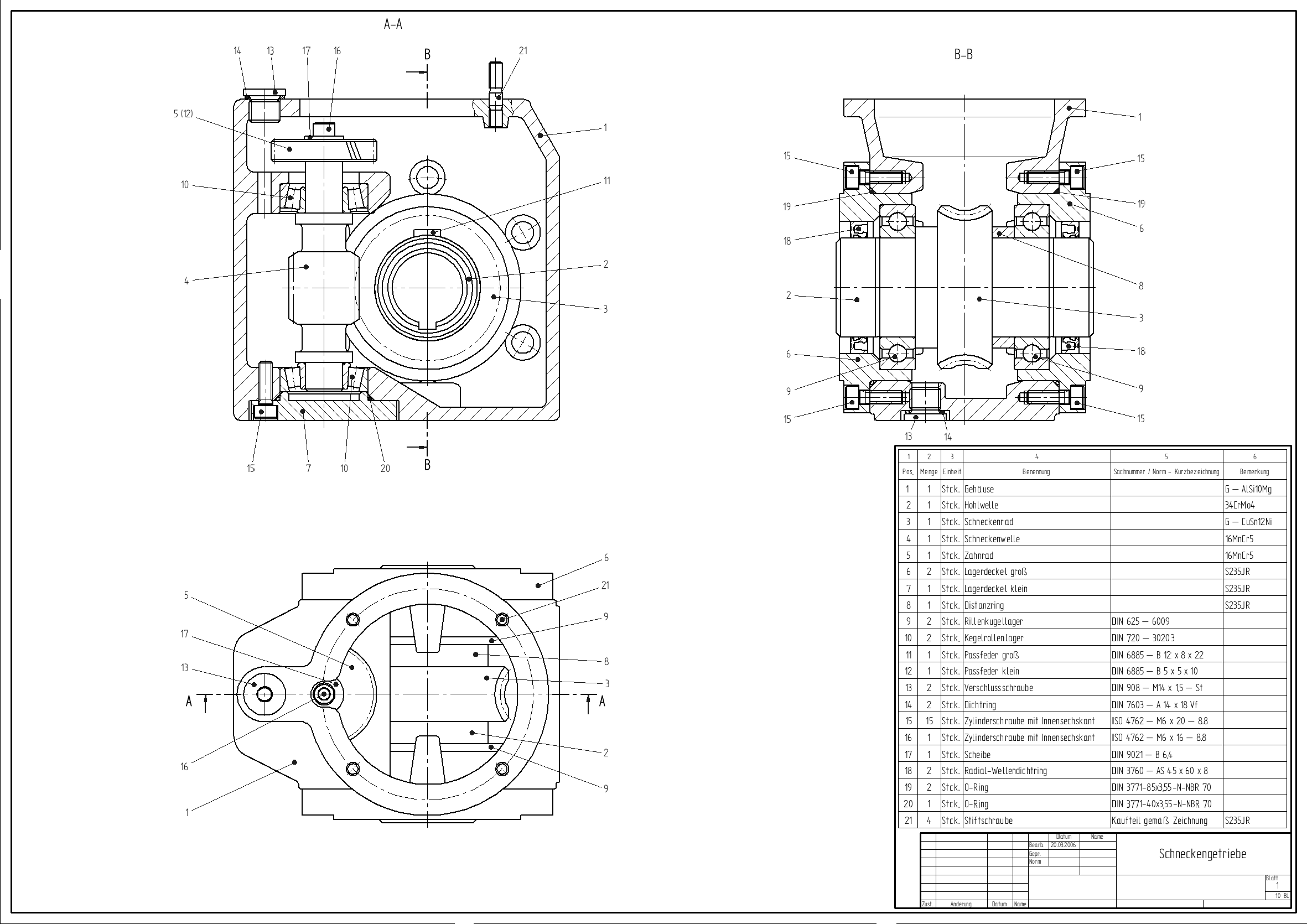
مثال لأحد الرسومات المصممة بمساعدة الحاسوب

التصميم بمساعدة الحاسوب (CAD) أو ما يسمى أيضا بالتصميم باستخدام الحاسوب (CAD) هو أحد التكنولوجيات التي تعتمد على الحاسوب في رسم الإظهار. تُستخدم التقنية في العديد من المجالات منها الهندسة الصناعية والعمارة. تتميز تلك التقنية بدقة المنتج النهائي للنماذج التي يتم رسمها أو إظهارها وكذلك التنوع ما بين الرسومات ثنائية أو ثلاثية الأبعاد التي تحققها تلك التكنولوجيا.
أحدثَ التصميم بمساعدة الحاسوب طفرة في مجال التصميمات المعمارية من حيث نوعية الإظهار وكذلك سهولة الحسابات الهندسية المتعلقة بالحجوم والمساحات أي كان الشكل أو التكوين. تطور استعمال الحاسوب فيما بعد، ليتعدي مرحلة الإظهار، كما هو الحال في مجال الخوارزميات المعمارية.
و يمكن أن تستخدم هذه البرامج في المجالات التجارية لتصميم المنتجات المختلفة كما تستخدم في المجالات الطبية لصنع الأجهزة الطبية المتقدمة وذلك إلى جانب الاستخدامات الأساسية في المجالات الهندسية كتصميم المباني والمنازل والقاعات الضخمة والسدود والمطارات كما يمكن استخدامها في العديد من المجالات الأخرى.
تحفظ رسومات (CAD) كخطوط ومنحنيات باستخدام شبكة إحداثيات رياضية تحفظ نقاط البدء والنهاية لكل شكل وتحافظ الرسومات على دقتها عند تكبيرها أو تصغيرها إلى أي حجم حيث تبقى العلاقات بين كافة العناصر في الرسم ثابتة.
يمكن استخدام ملفات (CAD) من قبل العديد من البرمجيات ونظم الحاسوب بسهولة حيث تبنى معظم مصنعي البرمجيات الهيئة التي يستخدمها برنامج أوتوكاد وهي (DXF).